# Ctenocella longata
Ctenocella longata är en korallart som först beskrevs av Peter Simon Pallas 1776.  Ctenocella longata ingår i släktet Ctenocella och familjen Ellisellidae. Inga underarter finns listade i Catalogue of Life.